# Książę ciemności
Książę ciemności (tytuł oryg. Prince of Darkness) − amerykański horror filmowy wyreżyserowany przez Johna Carpentera z roku 1987.

## Fabuła
Ojciec Loomis jest katolickim księdzem pracującym w małym kościółku na przedmieściach Los Angeles. Robiąc porządki w piwnicy, odkrywa zbiornik z bardzo lotną i aktywną zieloną cieczą. Aby określić co to za substancja i wyjaśnić jej pochodzenie, mężczyzna prosi o pomoc profesora Howarda Biracka, który wraz ze swoimi studentami odkrywa przerażającą prawdę. Okazuje się, że jest to uśpiona postać czystego zła, syna Szatana. Film otrzymał jedną nominację do nagrody Saturny w 1988 roku z tytułu najlepszej muzyki Johna Carpentera.

## Obsada
- Peter Jason − dr. Paul Leahy
- Jessie Lawrence Ferguson − Calder
- Lisa Blount − Catherine
- Dennis Dun − Walter
- Donald Pleasence − ksiądz
- Thom Bray − Etchinson
- Victor Wong − prof. Howard Birack